# 月映橋村
月映橋村是浙江省湖州市吳興區埭溪鎮下辖的一个行政村，因境內市級保護文物古橋月映橋而得名。
月映橋村位於埭溪鎮西2公里處，臨近104國道，埭芳公路縱貫全村，生態環境良好，地理位置優越，交通便利。距杭州60公里，距湖州30公里。全村總面積4.5平方公裏，轄6個自然村，農戶303戶，總人口1089人。我村水田1324畝，山林2000畝，荒山、沙灘500餘畝。2009年全村農村經濟總收入4398萬元，人均收入9081元，村集體經濟收入49.96萬元.村民經濟收入主要來源是農業經濟作物、畜牧業、水泥磚制作及商業物流及運輸等。 

## 外部連結
- 吳興區埭溪鎮月映橋村[永久]